# Larry Groupé

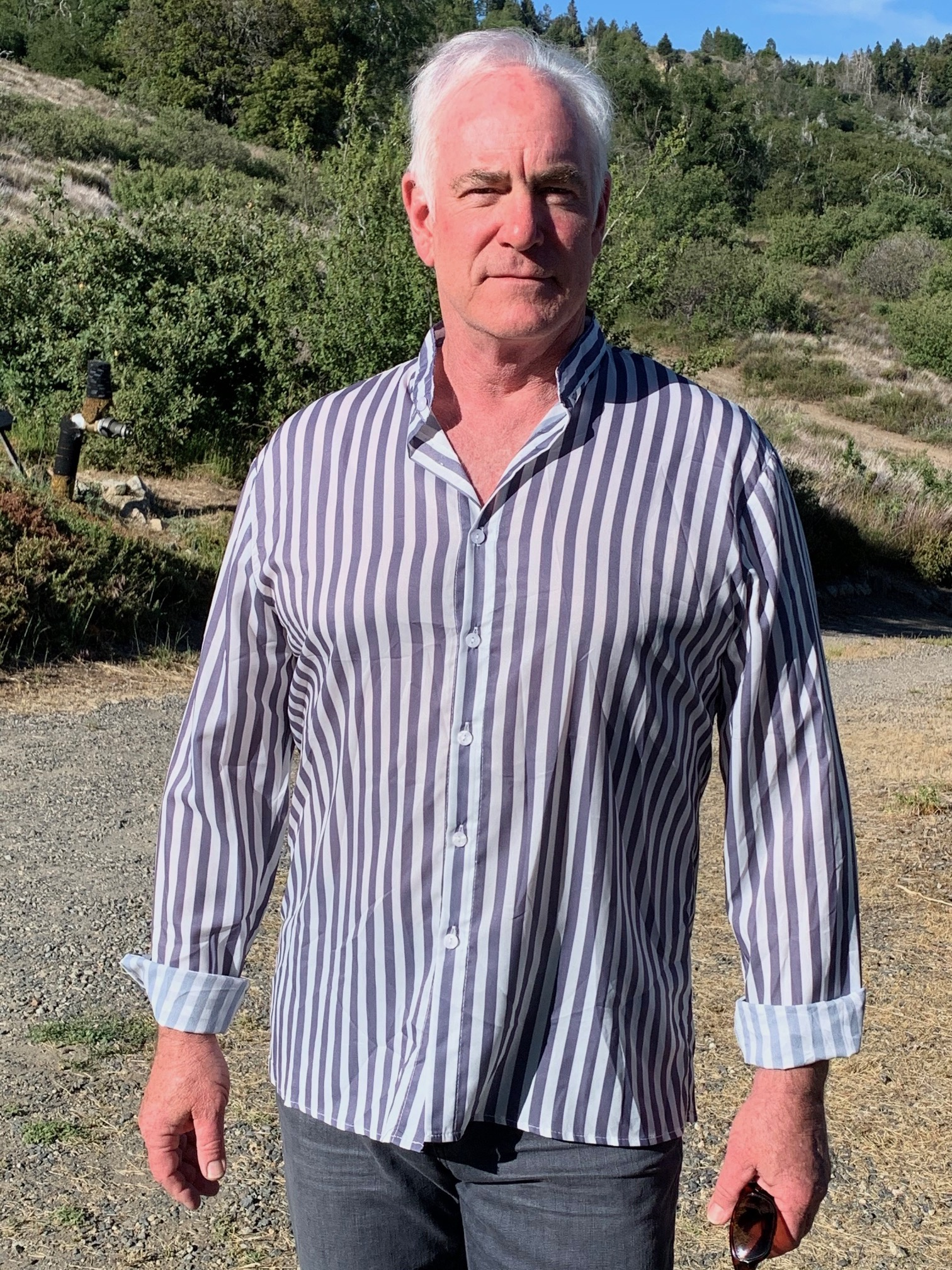
Larry Groupe by Peter D.

Lawrence Nash Groupé (Nova Jersey, 1953) é um compositor estadunidense que compõe as músicas clássicas. Com a ajuda do outro compositor John Ottman (colaborador de Bryan Singer). Em 2000, Larry Groupé inicia a primeira colaboração com Rod Lurie no filme: O Jogo do Poder (The Contender) (2000). Juntos com a parceria Groupé/Lurie: O Renascer do Campeão (Resurrecting the Champ) (2007) e A Verdade e Só a Verdade (Nothing But the Truth) (2008). Um deles não foi composta pelo filme: O Último Castelo (The Last Castle) (2001), mas foi composta por Jerry Goldsmith.